# Modelo exponencial
El modelo exponencial es un modelo demográfico y ecológico para modelizar el crecimiento de las poblaciones y la difusión epidémica de un rasgo entre una población, basado en el crecimiento exponencial.

## Descripción del modelo
Sea P(t) el tamaño de la población al tiempo t, el modelo exponencial presupone que la tasa de aumento de la población es proporcional a la población en el instante:

(1){\displaystyle {\frac {dP}{dt}}=kP(t)}

Donde k es una constante de proporcionalidad y P es el tamaño de la población en el instante t. Esa ecuación (1) puede resultar adecuada cuando el tamaño de la población es pequeño en relación con las dimensiones del ecosistema, y en ese caso k es la tasa de aumento de la población que iguala a la tasa de natalidad menos la tasa de mortalidad.
Si el tamaño de la población en un instante t0 es P0, el modelo exponencial predice que en cualquier otro instante futuro (t > t0) la población viene dada, por la solución de la ecuación diferencial (1):

{\displaystyle P(t)=Ae^{kt}\,}

## Refinamientos del modelo
Cuando la población cuyo crecimiento pretende ser estudiado mediante el modelo exponencial alcanza un cierto tamaño en relación con el ambiente ecológico donde se desarrolla la población, el modelo exponencial puede dejar de ser adecuado porque los factores limitantes del crecimientos como la escasez de recursos reducen la tasa de incremento de la población.
En esos casos resulta adecuado introducir un término que de cuenta de la capacidad del ecosistema para sostener una gran población. El modelo resultante llamado modelo logístico está basado en la curva logística o curva en forma de "S". Este modelo es adecuado para describir el crecimiento de una población de personas tanto como el de bacterias en un cultivo o la forma en que se propaga una epidemia. No obstante, si se toman en cuenta factores ambientales que reducen la tasa de crecimiento de la población, el tamaño de dicha población x(t) estará limitada a un cierto número máximo de K, tal que:

{\displaystyle \lim _{t\to \infty }{\frac {dx}{dt}}=K\qquad (0\leq x(t)\leq K)}

O sea que la velocidad de crecimiento es proporcional al producto del tamaño de la población x(t) y la diferencia K - x(t):

{\displaystyle {\frac {dx}{dt}}=rx(t)[1-x(t)/K]\qquad (2)}

La solución de esta ecuación diferencial (2) es:

{\displaystyle x(t)={\frac {Kx_{0}e^{rt}}{K+x_{0}\left(e^{rt}-1\right)}}}